# غابرييل غودمان
غابرييل غودمان (بالإنجليزية: Gabrielle Goodman)‏ هي مغنية أمريكية، ولدت في 1964 في بالتيمور في الولايات المتحدة.

## وصلات خارجية
- غابرييل غودمان على موقع ميوزك برينز (الإنجليزية)
- غابرييل غودمان على موقع ديسكوغز (الإنجليزية)